# خان ضاري
خان ضاري هي بلدة عراقية تقع غرب العاصمة بغداد تتبع ناحية النصر والسلام في قضاء أبو غريب. سميت نسبة إلى الشيخ ضاري بن محمود، وبها قتل القائد العسكري البريطاني جيرارد ليتشمان في ثورة العشرين على يد الشيخ ضاري وأولاده.
يقع سجن أبي غريب الشهير في خان ضاري.